# Sabrina Ridge
Sabrina Ridge ist ein Gebirgskamm aus blankem Fels im Australischen Antarktis-Territorium. In der Britannia Range ragt er 8 km südlich des Derrick Peak zwischen dem Sabrina Valley und dem Tamarus Valley auf.
Eine geologische Mannschaft der University of Waikato nahm zwischen 1978 und 1979 die Benennung in Anlehnung an diejenige der Britannia Range vor. Sabrina ist der Name für den englischen Fluss Severn in römischer Zeit.